# Шер
Шер (енгл. Cher; Сел Сентро, 20. мај 1946) америчка је певачица и глумица. Позната је по свом андрогином алт гласу, вишестраној каријери и смелом визуелном идентитету, уз јавни имиџ који приказује жену снажне воље и отвореног ума. Добитница је Оскара, Гремија, Емија и Златног глобуса.
Сматра се једном од најпродаванијих музичара свих времена, уз процену да је продала преко 100 милиона примерака албума. Чланица је Дворане славних рокенрола и једини соло извођач са сингловима број један на америчким топ-листама Billboard у седам узастопних деценија (1960—2020). Поред музике и глуме, позната је по својој прогресивној политици и залагању права ЛГБТ+ особа, као и подизању свести о сиди.

## Биографија
Побјегла је од куће као тинејџерка и упознала Сонија Бона, са којим је била у браку од 1964. до 1975. године и који је тада радио као асистент продуценту Филу Спектору. Пјевала је пратеће вокале за Спекторове групе Ронетс и Кристалс. Свој први сингл, Ringo, I Love You, снимила је 1964. године под именом Бони Џо Мејсон (енгл. Bonny Jo Mason). Шер и Боно су потом почели наступати као „Сизар и Клио” (енгл. Caesar & Cleo), а потом као „Сони и Шер” (енгл. Sonny and Cher). Овај дуо је имао бројне хитове, као што су Baby, Don't Go и The Beat Goes One. Шер је почела соло каријеру, а након развода од Сонија постала је успјешна соло пјевачица, али и глумица. За улогу у драми Силквуд 1983. номинована је за награду Оскар, а освојила га је 4 године касније за улогу у романтичној комедији Опчињена месецом. Има кућу у Малибуу од 1972. године коју је морала напустити у новембру 2018. због јаких пожара у том крају.

## Дискографија
| Година | Назив                | Издавач |
| ------ | -------------------- | ------- |
| 1965.  |                      |         |
| 1966.  |                      |         |
| 1966.  |                      |         |
| 1968.  |                      |         |
| 1968.  |                      |         |
| 1969.  |                      |         |
| 1971.  |                      |         |
| 1972.  |                      |         |
| 1973.  |                      |         |
| 1973.  |                      |         |
| 1974.  |                      |         |
| 1974.  | Greatest Hits (1974) |         |
| 1975.  |                      |         |
| 1976.  |                      |         |
| 1977.  |                      |         |
| 1979.  |                      |         |
| 1979.  |                      |         |
| 1982.  |                      |         |
| 1987.  |                      |         |
| 1989.  |                      |         |
| 1991.  |                      |         |
| 1995.  |                      |         |
| 1998.  |                      |         |
| 2000.  |                      |         |
| 2001.  |                      |         |
| 2003.  |                      |         |
| 2013.  |                      |         |
| 2018.  |                      |         |
| 2019.  |                      |         |

## Филмографија
| Улоге Шер |                  |               |                  |          |
| Година    | Српски назив     | Изворни назив | Улога            | Напомена |
| 1967.     |                  |               |                  |          |
| 1969.     |                  |               |                  |          |
| 1982.     |                  |               |                  |          |
| 1983.     | Силквуд          |               |                  |          |
| 1985.     |                  |               |                  |          |
| 1987.     |                  |               |                  |          |
| 1987.     |                  |               |                  |          |
| 1987.     | Опчињена месецом |               | Лорета Касторини |          |
| 1990.     |                  |               |                  |          |
| 1996.     |                  |               |                  |          |
| 1999.     |                  |               |                  |          |
| 2003.     |                  |               |                  |          |
| 2010.     |                  |               |                  |          |
| 2011.     |                  |               |                  |          |

### Спотови
| Спот                                    | Година | Режисер                   |
| --------------------------------------- | ------ | ------------------------- |
| Half-Breed                              | 1973   | Арт Фишер                 |
| Dark Lady                               | 1974   | Арт Фишер                 |
| Take Me Home                            | 1979   | Арт Фишер                 |
| Hell on Wheel                           | 1979   | Роџер Флинт               |
| Dead Ringer for Love                    | 1981   | Allan F. Nicholls         |
| I Found Someone                         | 1987   | Шер                       |
| We All Sleep Alone                      | 1988   | Шер                       |
| Main Man                                | 1988   | Шер                       |
| Heart of Stone                          | 1989   | Marty Callner             |
| The Shoop Shoop Song (It's in His Kiss) | 1990   | Marty Callner             |
| Love and Understanding                  | 1991   | —                         |
| Save Up All Your Tears                  | 1991   | Мет Махурин               |
| I Got You Babe                          | 1993   | Tamra Davis,Yvette Kaplan |
| Love Can Build a Bridge                 | 1995   | —                         |
| Walking in Memphis                      | 1995   | Маркус Ниспел             |
| One by One                              | 1996   | Маркус Ниспел             |
| Believe                                 | 1998   | Нигел Дик                 |
| Strong Enough                           | 1999   | Нигел Дик                 |
| Dov'è L'Amore                           | 1999   | Маркус Ниспел             |
| Più Che Puoi                            | 2001   | —                         |
| The Music's No Good Without You         | 2001   | Нигел Дик                 |
| Alive Again                             | 2002   | —                         |
| Song for the Lonely                     | 2002   | Stuart T. Maschwitz       |
| You Haven't Seen The Last Of Me         | 2011   | Стив Антин                |
| Woman's World                           | 2013   | Реј Кеј                   |
| SOS                                     | 2018   | Џејк Вилсон               |